# Ciornozemne, Iakîmivka
Ciornozemne (în ucraineană Чорноземне) este localitatea de reședință a comunei Ciornozemne din raionul Iakîmivka, regiunea Zaporijjea, Ucraina.

## Demografie
Componența lingvistică a localității Ciornozemne
     Ucraineană (50,74%)
     Rusă (47,79%)
Conform recensământului din 2001, majoritatea populației localității Ciornozemne era vorbitoare de ucraineană (50,74%), existând în minoritate și vorbitori de rusă (47,79%) și armeană (1,33%).